# 莱萨塔克
莱萨塔克（法語：Les Attaques，法語發音：[lez‿atak]）是法国上法蘭西大區加来海峡省的一个市镇，属于加来区。

## 地理
莱萨塔克（50°54'26"N, 1°56'2"E）面积20.81 平方千米，位于法国上法蘭西大區加来海峡省，该省份为法国北部沿海省份，西北濒北海，南至索姆省，东临北部省。
与莱萨塔克接壤的市镇（或旧市镇、城区）包括：马克、巴兰冈、吉讷、昂德尔、阿德尔、库洛涅、盖姆斯、阿姆-布克尔。
莱萨塔克的时区为UTC+01:00、UTC+02:00（夏令时）。

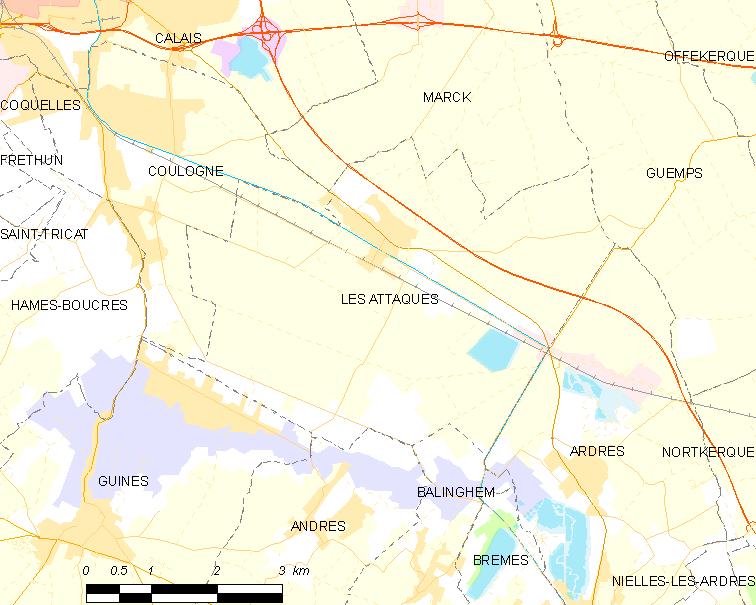
莱萨塔克的OSM定位图

## 行政
莱萨塔克的邮政编码为62730，INSEE市镇编码为62043。

## 政治
莱萨塔克所属的省级选区为加来第二县。

## 人口

1962-2008年间莱萨塔克人口变化图示

莱萨塔克于2022年1月1日时的人口数量为2065人。